# Þórir Jónsson (Skirennläufer)
Þórir Jónsson (* 22. August 1926 in Reykjavík; † 1. Juli 2017 in Kópavogur) war ein isländischer Skirennläufer.

## Werdegang
Þórir Jónsson wurde in der Hauptstadt Reykjavík geboren. Bei den Olympischen Winterspielen 1948 in St. Moritz nahm Þórir am 2. Februar am Abfahrtsrennen teil, das er nach 4:47,0 min als 96. von 111 gestarteten Läufern beendete. Zwei Tage später beim Slalomwettbewerb erreichte der Isländer nach zwei Läufen unter 67 Teilnehmern den 58. Rang (1:57,0 min und 1:20,5 min). In der Kombinationswertung, welche eine punktemäßige Addition der Abfahrts- sowie der beiden Slalomläufe darstellte, belegte Þórir als zweitbester Isländer (hinter Magnús Brynjólfsson und vor Guðmundur Guðmundsson) mit 89,40 Punkten den 65. Rang.